# Jacob Burgmann
Jacob Burgmann (* 18. August 1659 in Königsberg/Neumark; † 28. März 1724 in Rostock) war ein deutscher lutherischer Theologe und Hochschullehrer.

## Leben
Jacob Burgmann wurde 1659 in Königsberg/Neumark geboren, wohin seine aus Bahn bei Stettin stammenden Eltern infolge von Kriegswirren zeitweilig verzogen waren. Er war der Sohn des Kaufmanns Peter Burgmann und dessen Frau Dorothea, geb. Kinder. Er besuchte die Schule in Bahn und ab 1671 in Stettin. Obwohl mittellos, konnte er studieren, da ihm durch seinen verkümmerten rechten Arm körperliche Tätigkeiten versagt waren.
Burgmann studierte ab 1681 an der Philosophischen Fakultät der Universität Rostock. Er wohnte im Haus des Zacharias Grape, für dessen gleichnamigen Sohn Zacharias er neben dem Studium als Erzieher tätig war. Am 17. Juni 1684 wurde er zum Magister liber. art. promoviert. Schon vor der Promotion wurde er Konrektor an der Stadtschule Rostock. Im September 1693 wurde er Diakon an der Rostocker Nikolaikirche.
1697 wurde er an der Philosophischen Fakultät als Nachfolger von Heinrich Dringenberg zum herzoglichen Professor der Hebräischen Sprache und christlichen Katechese berufen. Albrecht Joachim von Krakevitz wiederum wurde sein Nachfolger, als Burgmann bereits 1699 zum rätlichen Professor der Griechischen Sprache ernannt wurde. Während seines Wirkens an der Universität war er 1705, 1714 und 1717 deren Rektor und zudem von 1714 bis 1716 Bibliothekar der Akademischen Bibliothek. Am 22. November 1716 wurde Burgmann zum Pastor an der Nikolaikirche ernannt, die Einführung ins Amt erfolgte am 10. Dezember.
Jacob Burgmann war seit dem 13. September 1694 verheiratet mit Katharina Margaretha Beselin (8. April 1670; † 21. Februar 1731), Tochter des Schweriner herzoglichen Geheimen Rates Johann Christian Beselin und dessen Frau Anna, geb. Rahne. Der Ehe entstammten die Kinder:
- Regina Dorothea Burgmann (* 25. Juni 1695), ab 1732 verheiratet mit dem Rostocker Kaufmann und Ratsmitglied Lorenz Gottfried Quistorp (1691–1743) in dessen zweiter Ehe und damit Stiefmutter der Theologen Johann Jakob Quistorp und Bernhard Friedrich Quistorp[2]
- Johann Christian Burgmann (* 25. April 1697; † 18. Januar 1775), Theologe, Professor, Rektor der Rostocker Universität
- Peter Christoph Burgmann (* 24. November 1701; † 16. Februar 1742), Dr. med., Privatdozent und Arzt in Rostock
- Johann Georg Burgmann (* um 1710), Dr. jur. und Anwalt in Rostock, 1752 Ratsherr in Rostock, 1761 Bürgermeister in Rostock
- Joachim Heinrich Burgmann (* 3. Mai 1711; † 30. Dezember 1747), Pastor in Güstrow